# 讷瓦布沙阿县

讷瓦布沙阿县（乌尔都语：نوابشاہ），为巴基斯坦信德省的一个县。总面积4,502 km2（1,738.2 sq mi），总人口1,279,825（2010）。2008年，改名沙希德贝娜齐尔阿巴德县（乌尔都语：ضلع شہید محترمہ بینظیر بھٹو），但存在争议。

## 人口
55.25%的人使用信德语，8.72%的人使用乌尔都语，7.90%的人使用旁遮普语。96.53%的人信仰伊斯兰教，2.88%信仰印度教，0.33%信仰基督教。

## 行政区划
讷瓦布沙阿县分为4个乡。